# Katica Rakuljic
Katica Rakuljic (Split, 20 de marzo de 1987) es una modelo croata, ganadora de los títulos Miss Universo Gotemburgo 2010, Top model del mundo Croacia y 1.ª finalista de Miss Universo Croacia 2011.